# Krummennaab
Krummennaab – miejscowość i gmina w Niemczech, w kraju związkowym Bawaria, w rejencji Górny Palatynat, w regionie Oberpfalz-Nord, w powiecie Tirschenreuth, siedziba wspólnoty administracyjnej Krummennaab. Leży około 18 km na południowy zachód od Tirschenreuth, nad rzeką Fichtelnaab, przy drodze B299 i linii kolejowej Monachium - Ratyzbona - Berlin.

## Dzielnice
W skład gminy wchodzą następujące dzielnice: 
| - Bayrischhof - Burggrub - Kammerermühle - Kohlbühl - Krummennaab - Kühlenmorgen | - Lehen - Mittelberg - Reisermühle - Sassenhof - Scheibe - Schmierofen | - Steinbühl - Stockau - Thumsenreuth - Trautenberg - Waffenhammer - Ziegelhütte |